# 綾子踊

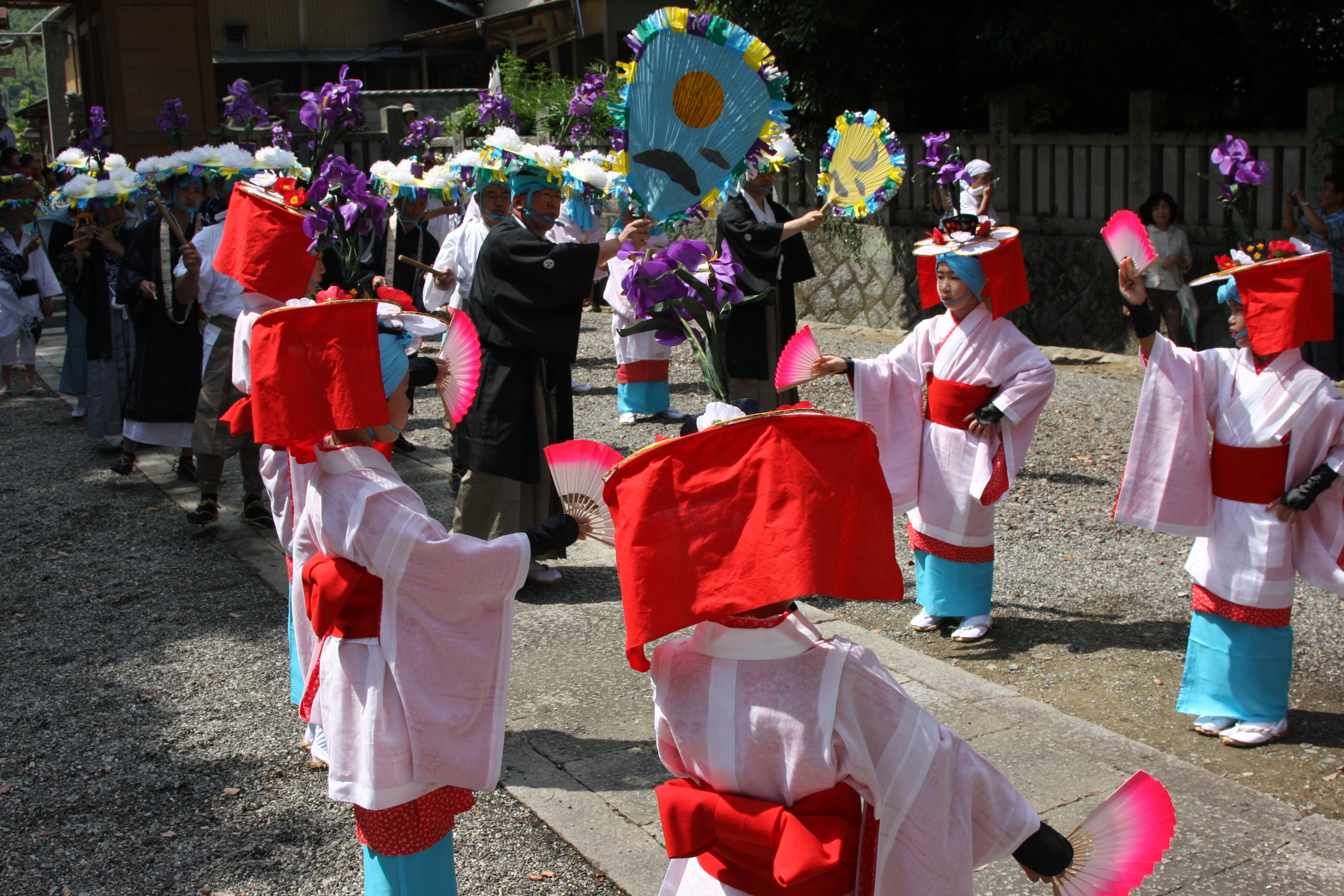
雨乞い綾子踊り

綾子踊（あやこおどり）は、香川県仲多度郡まんのう町（旧・仲南町佐文）に伝わる民俗芸能。

## 概要
弘法大師が佐文村に立ち寄り、綾という女性に踊りを教え、踊ったところ、雨が降ったことが始まりとされる。現在は2年に1度、8月末から9月初めの日曜日に、まんのう町（旧仲南町）佐文の加茂神社で奉納される。
踊りは朝日山の竜王祠前で演じられた後、賀茂神社前で行われる。まず、長刀持と棒持が踊場の中央で口上を述べて踊り、次に芸司の口上の後に子踊、大踊、側踊の組が並んで踊る。曲目には「水の踊」「四国踊」「綾子踊」「忍びの踊」など12曲があり、それぞれの小歌に合せて踊る。その踊りには初期の歌舞伎踊の面影を遺している。
1975年（昭和50年）の文化財保護法の改正によって制定された重要無形民俗文化財の第1回の受け、2022年（令和4年）に風流踊の一つとしてユネスコ無形文化遺産登録された。